# Jörgen Gustafsson
Hans Jörgen Gustafsson, född 8 november 1962 i Eksjö, är ett svenskt medium. 
Gustafsson har medverkat i TV-program som Förnimmelse av mord, Det okända och Akademien för det okända. Han har studerat mediumskap i kurser hos Iris Hall och hävdar att han kan kommunicera med andar. Litteraturåret 2012 medverkade han tillsammans med sju andra i Per Ola Thornells bok I total sanning?: falskt och äkta i den mediala och andliga världen. Ihop med samme författare utgav han två år senare boken En förnimmelse av det okända. Han har även utgivit boken Utveckla din intuition (2019) ihop med den skönlitterära författaren Caroline Grimwalker.
Kritik har riktats mot Gustafsson genom TV-programmet Insider i februari 2004. Programmet innehöll ett reportage som påstås avslöja honom som en bluff. Programledarna för de program som Gustafsson medverkat i, Pontus Gårdinger och Caroline Giertz, försvarade honom och kritiserade Insider för att vara "spekulativt och cyniskt". Gustafsson själv har hävdat att han blev felciterad.